# Panjevac (Aleksandrovac)
Pour les articles homonymes, voir Panjevac.
Panjevac (en serbe cyrillique : Пањевац) est un village de Serbie situé dans la municipalité d'Aleksandrovac, district de Rasina. Au recensement de 2011, il comptait 225 habitants.

## Démographie
| 1948 | 1953 | 1961 | 1971 | 1981 | 1991 | 2002 | 2011 |
| ---- | ---- | ---- | ---- | ---- | ---- | ---- | ---- |
| 604  | 622  | 547  | 507  | 425  | 339  | 292  | 225  |

|  |